# Récif de Sula

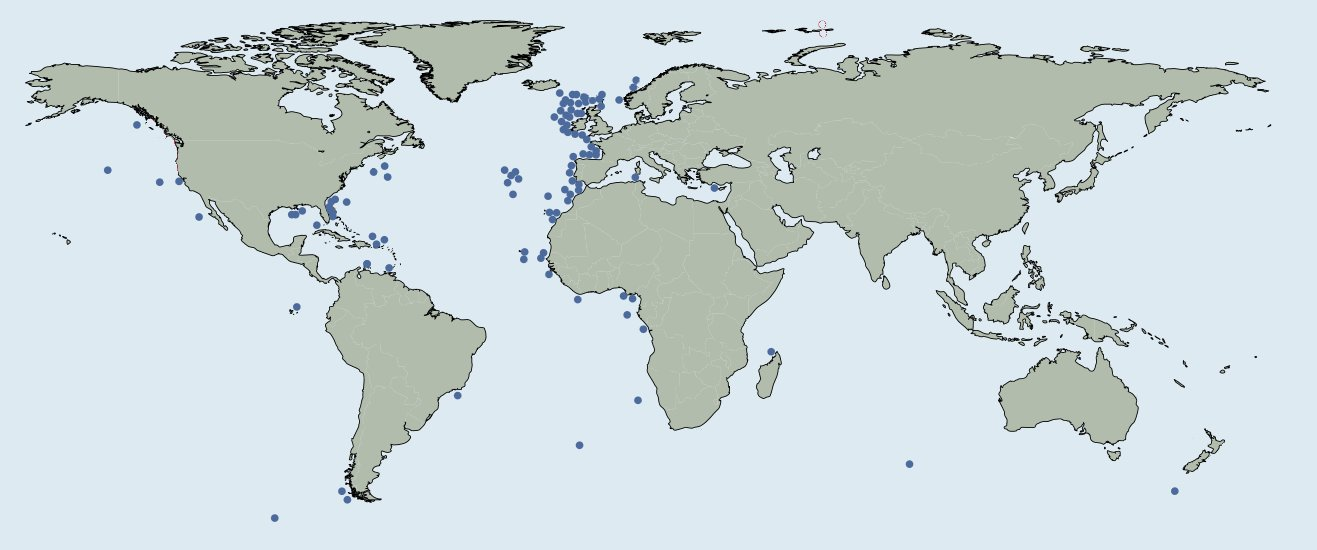
Répartition mondiale du corail Lophelia

Le récif de Sula (en norvégien Sularevet) est un récif corallien situé en eaux profondes et localisé au large du comté de Trøndelag en Norvège.
Il est situé sur la crête de Sula, nommée d'après l'île de Sula. Le récif est composé d'un type de corail particulier, Lophelia pertusa. Le récif possède une longueur d'environ 13 kilomètres et une largeur de 700 mètres. L'épaisseur du récif peut atteindre 35 mètres. 
Jusqu'à la découverte du récif de Røst en 2002, le récif de Sula était le plus grand récif composé de Lophelia au monde. Le récif de Sula est interdit au chalutage.